# Il sogno svanito
Il sogno svanito è un romanzo di Antonio Cossu. Pubblicato dalla casa editrice Condaghes nel 2002.
Ambientato nel 1959 a Balonia, un comune di 3000 anime del Nuovo Stato Sovrano che recentemente ha conquistato l'indipendenza, nel quale è eletto il nuovo Sindaco.
Il Nuovo Stato Sovrano, Pabarile, è amministrato da una classe dirigente ottusa e la sua macchina amministrativa è vecchia e rugginosa.
Il nuovo Sindaco, carico di energia e desideroso di far cresce economicamente e culturalmente il proprio Comune dovrà scontrarsi con l'inerzia della amministrazione centrale. Intanto, nel Comune, i suoi avversari politici lavorano contro mentre un'insidia per l'identità e il futuro di Balonia va nei mesi prendendo forma.
Anche se l'ambientazione è inventata i riferimenti alla comunità di Santu Lussurgiu e alla Sardegna, immaginata indipendente, sono chiari.
Dal libro traspare una critica alla politica e alla classe dirigente degli anni '60.